# Han Kang
HAN Kang
(Gwangju, 27 de noviembre de 1970)es una escritora surcoreana.
En 2024 fue laureada con el Premio Nobel de Literatura.
Es la primera surcoreana y la primera mujer asiática en obtener este galardón, además del Premio Man Booker International de ficción en 2016 por La vegetariana (Chaesikjuuija), una novela que trata sobre la decisión de una mujer de dejar de comer carne y sus devastadoras consecuencias. La novela es también uno de sus primeros libros traducidos al inglés.

## Biografía
HAN Kang nació en 1970 en la ciudad de Gwangju (unos 300 km al sur de Seúl). A los once años se mudó a Seúl con su familia. Durante su adolescencia pasó por etapas difíciles y se identificó con escritores que se hacían las mismas preguntas que ella.
Estudió Letras en la Universidad Yonsei y después de graduarse trabajó durante tres años como periodista para las revistas Publishing Journal y Samtoh, entre otras. Debutó como escritora con el relato «El ancla escarlata».
Enseñó creación literaria en el Instituto de las Artes de Seúl hasta 2018. Desde entonces se dedica por completo a la escritura.

## Claves de su obra
Su primera obra El amor en Yeosu se publicó en 1995 y llamó la atención porque estaba narrada de forma precisa y firme.
En 1993 comenzó su carrera literaria con el poema «El invierno de Seúl», que se publicó en la revista Literatura y Sociedad. Reunió su poesía en el volumen Dejé la cena en la gaveta, publicado en 2013, y que permanece inédito fuera de Corea del Sur.
Sin embargo, se ha dedicado más a la novela que a la poesía. Su prosa llamó la atención de los críticos y de los lectores por su estilo poético y sensual, y también por el carácter inquisitivo de sus obras. Hasta ahora ha publicado cuatro recopilaciones de cuentos: El amor en Yeosu, El fruto de mi mujer, Caja de lágrimas y El diseño amarillo de la eternidad; y ocho novelas: El venado negro, Tus frías manos, La vegetariana, Pelea de aliento, La clase de griego, Actos humanos, Blanco e Imposible decir adiós. Varias de sus novelas, como La vegetariana y La clase de griego, han sido traducidas al japonés, español, francés, vietnamita y otras lenguas.
HAN Kang ganó el Premio de Novela Coreana con su novela corta El niño Buda en 1999, el Premio al Artista Joven del Año en 2000, el Premio Yi Sang en 2005 por «La mancha mongólica» y el premio Dong-in en 2010 por Pelea de aliento.
En 2007 escribió La vegetariana, editada por primera vez en castellano -y en Occidente- por la editorial argentina Bajo la Luna, por recomendación de su traductora Sun-me YOON (n. 1965).
La obra es la suma de tres cuentos relacionados:«La vegetariana», «La mancha mongólica» y «Los árboles en llamas». Se dice que se inspiró en un verso de Yi Sang (1910-1937): «Creo que las personas han de ser plantas»,
que HAN Kang interpretó como una posición contra la violencia del período colonial nipón. Años después, en 2016 fue galardonada con el Premio Man Booker internacional, el premio más prestigioso en los países de lengua inglesa a las traducciones de otras literaturas, con su novela La vegetariana.
Bebé Buda y La vegetariana se han adaptado al cine.

## Obras

### Novelas
- 1998: 검은 사슴 ("El venado negro")
- 2002: 그대의 차가운 손 ("Tus frías manos")
- 2007: La vegetariana (채식주의자). Traducción: Sunme Yoon.
- 2010:  바람이 분다, 가라 ("El viento sopla, vete")
- 2011: La clase de griego (희랍어 시간). Traducción: Sunme Yoon.
- 2014: Actos humanos (소년이 온다). Traducción: Sunme Yoon.
- 2016: Blanco (흰). Traducción: Sunme Yoon.
- 2021: Imposible decir adiós (작별하지 않는다). Traducción: Sunme Yoon.

### Colecciones de cuentos
- 1995: 여수의 사랑 ("El amor en Yeosu")
- 2000: 내 여자의 열매 ("Los frutos de mi mujer")
- 2012: 노랑무늬영원 ("La eternidad de los patrones amarillos")

### Cuentos
- 2002:  내이름은태양꽃 ("Mi nombre es girasol")
- 2003: 붉은꽃이야기 ("Historia de la flor roja")
- 2007: 천둥꼬마선녀번개꼬마선녀 ("Hada del trueno, hada del rayo")
- 2008: 눈물상자 ("Caja de lágrimas")

### Poesía
- 2013: Guardé el anochecer en el cajón (서랍에저녁을넣어두었다). Traducción: Sunme Yoon.

### Ensayos
- 2003: 사랑과, 사랑을둘러싼것들 ("El amor y las cosas que rodean al amor")
- 2007: 가만가만부르는노래 ("Una canción cantada en voz baja")

## Premios
- 1999: Premio Coreano de Novela (1999) por El niño Buda
- 2000: Premio Artista Joven del Año (2000)
- 2005: Premio Yi Sang (2005) por La mancha mongol
- 2009: Premio de Literatura Dong Ri (2009) por Pelea de aliento
- 2010: Festival de Cine Sundance por La vegetariana
- 2011: Festival Internacional de Cine de San Sebastián por La cicatriz (basada en El niño buda)
- 2016: Man Booker International Prize (2016) por La vegetariana
- 2017: Premio Malaparte por Actos humanos.[20]
- 2023 Premio Medicis de Literatura Extranjera por Despedidas imposibles.[21]
- 2024: XXIV Premio San Clemente por La vegetariana.[22]
- 2024: Premio Nobel de Literatura 2024.[5]
- – Premio Émile Guimet de Literatura Asiática por Despedidas imposibles.[23]
- – Premio Ho-Am de Arte[24]
- – Pony Chung Innovation Award[25]